# Barthold Kuijken
Barthold Kuijken (* 8. März 1949 in Dilbeek) ist ein belgischer (Travers-)Flötist und Dirigent, spezialisiert in der Interpretation alter Musik auf historischen Instrumenten.

## Leben
Barthold Kuijken wuchs in einem musikalischen Umfeld auf, in dem bereits seine beiden Brüder Wieland Kuijken und Sigiswald Kuijken intensiv musizierten und die historische Aufführungspraxis früh ein fester Bestandteil des Musizierens war. Seine Ausbildung begann er am Konservatorium Brügge und setzte sie in Brüssel und Den Haag fort. Bereits in Den Haag setzte er sich intensiv mit der „Alten Musik“ auseinander und erlernte das Spiel der Blockflöte. Durch einen glücklichen Zufall fand er über einen Freund eine im Originalzustand erhaltene Traversflöte von G.A. Rottenburgh (ca. 1760). Dank dieses Fundes und durch Zuhilfenahme vieler anderer zeitgenössischer Instrumente aus Museen und Privatbesitz, sowie durch das Studium schriftlicher Quellen aus dem 17. und 18. Jahrhundert, hat er sich dann autodidaktisch zu einem Spezialisten für die Interpretation auf Originalinstrumenten entwickelt.
Der modernen Musik aufgeschlossen, war er wie seine beiden Brüder Mitglied im Brüsseler Ensemble „Musiques Nouvelles“ von Pierre Bartholomée.
Ab den 1970er-Jahren spielte er vermehrt Werke der Barockzeit, mit seinen Brüdern Wieland Kuijken (Gambe) und Sigiswald Kuijken (Violine), sowie Paul Dombrecht (Barockoboe), René Jacobs (Countertenor), den Cembalisten Robert Kohnen, Gustav Leonhardt, Bob van Asperen und Ewald Demeyere und den Fortepianisten Luc Devos und Piet Kuijken. Neben seiner Mitwirkung als Flötist im Barockorchester La Petite Bande gibt er viele Kammermusikkonzerte und Masterclasses in allen Erdteilen.
Seit 1986 widmet sich Barthold Kuijken vermehrt dem Dirigieren, wovon die Einspielungen mit Werken von Mozart, Bach, Händel und Telemann zeugen.
Barthold Kuijken lehrte historische Traversflöte an den königlichen Konservatorien von Brüssel und Den Haag. Er ist der Leiter des Indianapolis Baroque Orchestra.
Wiederholt war Barthold Kuijken Juryvorsitzender des Internationalen Telemann-Wettbewerbs in Magdeburg. Seit 2021 ist er Ehrenmitglied der Internationalen Telemann-Gesellschaft e. V.

## Promotion
2007 promovierte Kuijken als erster Musiker in Belgien an der Freien Universität Brüssel (VUB) zum Doktor der Künste („Doctor in de Kunsten“). Der Titel seiner Dissertation lautet: "The Notation is not the Music – Reflections on more than 40 years intensive practice of Early Music"(Essay). Das Portfolio umfasste alle seine Aufnahmen und Publikationen.

## Auszeichnungen
- 2024: Georg-Philipp-Telemann-Preis der Landeshauptstadt Magdeburg, „für seine exzellente, breit angelegte und nachhaltig wirksame Auseinandersetzung mit der Musik des 18. Jahrhunderts und insbesondere mit dem Werk Georg Philipp Telemanns“.[3]